# 柳川郵便局
柳川郵便局（やながわゆうびんきょく）
- 福岡県柳川市にある郵便局。本記事にて記述する。

柳川簡易郵便局（やながわかんいゆうびんきょく）
- 山形県西村山郡大江町にある簡易郵便局。局番号は85753。

柳川郵便局（やながわゆうびんきょく）は福岡県柳川市にある郵便局。民営化前の分類では集配普通郵便局であった。

## 概要
住所：〒832-8799 福岡県柳川市坂本町28-10

## 沿革
- 1872年（明治5年）旧7月 - 柳川郵便取扱所として開設[1]。
- 1875年（明治8年）1月1日 - 柳川郵便局（五等）となる。
- 1876年（明治9年）11月 - 為替取扱を開始。
- 1878年（明治11年）7月 - 貯金取扱を開始。
- 1891年（明治24年）6月1日 - 柳川郵便電信局となる。
- 1897年（明治30年）12月26日 - 柳河郵便電信局に改称。
- 1903年（明治36年）4月1日 - 通信官署官制の施行に伴い柳河郵便局となる。
- 1943年（昭和18年）3月11日 - 特定郵便局から普通郵便局に局種別改定[2]。
- 1951年（昭和26年）9月1日 - 柳川郵便局に改称[3]。
- 1956年（昭和31年）10月11日 - 電話通話および和文電報受付事務の取扱を開始。
- 1973年（昭和48年）10月1日 - 柳川佃町簡易郵便局の一時閉鎖[4]に伴い、取扱事務を承継。
- 1978年（昭和53年）11月27日 - 柳川市京町から、同市坂本町に局舎を新築、移転。
- 1982年（昭和57年）9月27日 - 昭代郵便局[5]から集配業務を移管。
- 1998年（平成10年）9月1日 - 外国通貨の両替および旅行小切手の売買に関する業務取扱を開始。
- 2007年（平成19年）10月1日 - 民営化に伴い、併設された郵便事業柳川支店に一部業務を移管。
- 2012年（平成24年）10月1日 - 日本郵便株式会社発足に伴い、郵便事業柳川支店を柳川郵便局に統合。

## 取扱内容
- 郵便、印紙、ゆうパック、内容証明
- 貯金、為替、振替、振込、国際送金、国債、投資信託
- 生命保険、バイク自賠責保険、自動車保険
- ゆうちょ銀行ATM
- 柳川市内の一部地域の集配業務
- ゆうゆう窓口

## 周辺
- 柳川市役所
- 柳川市民会館
- 福岡県立伝習館高等学校
- 柳川高等学校
- 杉森高等学校
- 柳川城址

## アクセス
- 西鉄天神大牟田線 西鉄柳川駅から西へ約2km（徒歩約23分）
- 堀川バス 市役所前停留所、または西鉄バス 日吉神社前停留所下車
- 九州自動車道 みやま柳川ICから西へ約11km
- 駐車場あり：15台